# Sehr edler Orden vom Weißen Hirschen Sancti Huberti
Der Sehr edle Orden vom Weißen Hirschen Sancti Huberti wurde am 3. November 1859 durch Prinz Friedrich Karl Nikolaus von Preußen als „Ritterlicher Jagdorden“ gestiftet. 

## Auftrag
Der Orden hatte den Auftrag, den „Jammerliche und nicht zu beklagde Verfall in welchem das edle Waidwerk namentlich seit dem Jahre 1848 gerathen ist“ zu kehren.

## Geschichte
Nach dem Tode des Stifters bestätigte Kaiser Wilhelm II. am 8. April 1889 den Orden und übernahm zugleich das Protektorat. Er setzte die Zahl der Mitglieder in vier Klassen auf insgesamt fünfzig fest. 
Der Orden bestand auch nach dem Ende der Monarchie in Deutschland bis 1930. Ab diesem Zeitpunkt ruhte der Orden. Erst am 6. Mai 1952 wurde er durch den Chef des Königlichen Hauses Hohenzollern, Louis Ferdinand von Preußen, wiederbelebt, erhielt am 14. Juni 1955 neue Statuten und bezeichnet sich seither als Vereinigung.

## Ordenszeichen
Das Band ist grün und darauf ist der Wahlspruch des Ordens VIVE LE ROY ET SES CHASSEURS (Es lebe der König und seine Jäger) zu lesen. 
Die goldenen Ordenszeichen wurden vom J. Godet und Sohn, Hofjuweliere in Berlin, hergestellt. Bis 1918 durfte das Ordenszeichen weder zur Militäruniform, noch neben den preußischen Halsorden getragen werden.